# Constanz Berneker
Constanz Berneker (* 31. Oktober 1844 in Darkehmen, Ostpreußen; † 9. Juni 1906 in Königsberg i. Pr.) war ein deutscher Organist, Musikkritiker und Komponist von Vokalmusik.

## Leben
Berneker galt als Wunderkind und wurde an der Preußischen Akademie der Künste in Berlin ausgebildet. 1872 kehrte er nach Ostpreußen zurück und wurde Musiklehrer in Königsberg. 1878 wurde er Domorganist am Königsberger Dom, Königlicher Musikdirektor und Dirigent der Königsberger Singakademie. Als Musikkritiker der Hartungschen Zeitung folgte er Louis Köhler. Im jungen und eher konservativen Musikleben Königsbergs hatte er mit seiner Begeisterung für Richard Wagner und Richard Strauss keinen leichten Stand. So wurde denn auch der Brahms-Verehrer Gustav Dömpke sein Nachfolger. Berneker starb im Alter von 62 Jahren. Die Grabrede hielt Konrad Burdach.
Die meisten Werke von Berneker wurden postum gedruckt. Zu seinen Lebzeiten erschienen nur zwei Kantaten, dreizehn Lieder, zwei Balladen und das Duett für Frauenstimmen »An den Schmetterling«, zuletzt auch die »Tannhäuser-Lieder« op. 9 (nach Felix Dahn) und die drei »Sonnenlieder«.
Berneker war Mitglied des Akademischen Gesangvereins (A.G.V.) Königsberg. Von ihm ist die Melodie des Farbenliedes.

## Vokalwerke
- Judith
- Das Hohe Lied für Frauenchor, Soli und Klavier; Aufführungen in Königsberg und Leipzig (1878)
- Reformationskantate
- Christus, der ist mein Leben (1889/90). Leipzig, um 1914[3]
- Die Braut von Messina (mit Totenklage)
- Das Siegesfest für Männerchor und Orchester, nach Friedrich Schiller, Uraufführung 1872 in Berlin
- Krönungskantate (1901), zur 200-Jahr-Feier von Preußens Erhebung zum Königreich[4]
- Märchenouvertüre (1906)
- Die Loisach-Braut, Chorballade mit Orchester und Soli (1906)
- Christi Himmelfahrt (1887). Leipzig, um 1914
- Der 46. Psalm, Lahr 1955
- Chöre zu »Antigone« und »Kyklops« von Euripides
- Lieder